# Tunnel of Love
Tunnel of Love er det ottende studiealbum, af Bruce Springsteen udgivet i 1987, af Columbia Records.

## Trackliste
Alle sange er skrevet af Bruce Springsteen.

### Side et
1. . "Ain't Got You"
2. . "Tougher Than the Rest"
3. . "All That Heaven Will Allow"
4. . "Spare Parts"
5. . "Cautious Man"
6. . "Walk Like a Man"

### Side to
1. . "Tunnel of Love"
2. . "Two Faces"
3. . "Brilliant Disguise"
4. . "One Step Up"
5. . "When You're Alone"
6. . "Valentine's Day"

## Medvirkende

### E Street Band
- Roy Bittan – klaver på "Brilliant Disguise", synthesizer på "Tunnel of Love"
- Clarence Clemons – vokal på "When You're Alone"
- Danny Federici – orgel på "Tougher Than the Rest", "Spare Parts", "Two Faces" og "Brilliant Disguise"
- Nils Lofgren – sologuitar på "Tunnel of Love", vokal på "When You're Alone"
- Patti Scialfa – vokal på "Tunnel of Love", "One Step Up" og "When You're Alone"
- Bruce Springsteen – forsanger, guitar, bas guitar, keyboards, lydeffekter, harmonika
- Garry Tallent – bas guitar på "Spare Parts"
- Max Weinberg – trommer på "All That Heaven Will Allow", "Two Faces" og "When You're Alone"; percussion på "Tougher Than the Rest", "Spare Parts", "Walk Like a Man", "Tunnel of Love" og "Brilliant Disguise"

### Yderligere musikere
- James Wood – harmonika på "Spare Parts"

### Produktion
- Bob Clearmountain – mixing
- Jay Healy – mixing assistent
- Bob Ludwig – mastering
- Mark McKenna – mixing assistent
- Roger Talkov – lydtekniker